# Andrzej Reguła
Andrzej Zygmunt Reguła (ur. 2 maja 1953 w Dębicy) – polski urzędnik, samorządowiec i polityk, wiceburmistrz Dębicy, w latach 2011–2012 wicewojewoda podkarpacki.

## Życiorys
W roku 1978 ukończył rolnicze studia magisterskie na Wydziale Techniki i Energetyki Rolnictwa w Akademii Rolniczej w Krakowie.
Przez 20 lat pełnił różne funkcje samorządowe, był m.in. zastępcą wójta gminy Dębica, kierownikiem Biura Powiatowego Agencji Restrukturyzacji i Modernizacji Rolnictwa oraz zastępcą burmistrza Dębicy. Należy do Polskiego Stronnictwa Ludowego. Od 1998 do 2002 był radnym powiatu dębickiego. W 2006 bezskutecznie ubiegał się o mandat w sejmiku województwa podkarpackiego, objął go w 2008 do końca kadencji, zastępując wybranego do Sejmu Leszka Deptułę.
19 stycznia 2011 powołany na stanowisko wicewojewody podkarpackiego w miejsce awansowanej na wojewodę Małgorzaty Chomycz. W 2011 bezskutecznie ubiegał się o mandat poselski z 3. miejsca podkarpackiej listy PSL. Odwołany z funkcji wicewojewody 14 lutego 2012.
Jest żonaty, ma pięcioro dzieci.